# サイバーシックス
『サイバーシックス』(Cybersix)は、日本とカナダの合同作品であるテレビアニメ。原作はアルゼンチンのカルロス・トゥリージョ&カルロス・メグリア作の同名コミック。
日本では2000年から2001年にかけてキッズステーションで放送され、2012年4月からテレビ神奈川で放送。

## あらすじ
悪を愛する科学者・フォン・リヒター博士によって作られたサイバーシックスは、人間の心を持ったバイオロイド（人造人間）。彼女は愛する人々と街を守るため、リヒターの放つ怪物と戦いを繰り広げる。

## キャラクター
サイバーシックス / エイドリアン・シーデルマン (Cybersix / Adrian Seidelman)
声 - 中島知子（オセロ） / 英：キャシー・ウェスラック
本作の主人公。リヒターによって造られた女性型バイオロイド。リヒターの元から逃げ出し、メリディアナの街に隠れる。
昼はエイドリアン・シーデルマンとして、男装をしながら高校の文学教師を務め、夜は愛する人々と街を守る正義の味方として活躍する。
ルーカス・アマト (Lucas Amato)
声 - 玄田哲章 / 英：マイケル・ドブソン
メリディアナ高校教師を務める男性。生物学を担当。大柄な体格と気さくな性格をしている。夜、ひょんな事からサイバーシックスと出会い、恋に落ちる。
エイドリアンとは良き友人の間柄だが、二人が同一人物である事は知らない。
データ7 (Data7)
リヒターによって造られた黒豹。脳はサイバーシックスと幼馴染だった少年の脳が使われている。
当初はサイバーシックスを捕らえるために彼女の前に現れたが、後に彼女の味方となり行動を共にする事になる。
フォン・リヒター博士 (Dr. Von Reichter)
声 - 穂積隆信 / 英：テリー・クラッセン
サイバーシックスの生みの親であるマッドサイエンティスト。悪を愛し、世界征服のためにあらゆるバイオロイドを使う。
失敗作であるサイバーシックスを捕まえ抹殺するため、多くの怪物をメリディアナに送り込む。
ホセ (Jose)
声 - 松嶋尚美（オセロ） / 英：アレックス・ドッドク
リヒターのクローン息子。小さい体をしているが、子供ではないらしい。強欲で非情な性格。
メリディアナの街を我が物にしようと、あらゆる怪物を送り込むが、サイバーシックスに邪魔されて、いつも失敗している。
ロリ・アンダーソン (Lori Anderson)
声 - 近藤玲子 / 英：ジャニス・ジャード
メリディアナ高校に通う女子高生。不良グループの中ではマドンナ的存在。口が悪いが、明るい性格をしている。
エイドリアンに一目惚れし、積極的なアプローチを仕掛けてくるが、イマイチ報われない。
ジュリアン (Julian)
声 - 喜田あゆみ / 英：アンドリュー・フランシス
犯罪グループに引き込まれそうになった所をサイバーシックスに助けてもらった孤児の少年。孤独ながらも正義感が強く、逞しく生きている。
サイバーシックスとは姉弟のような関係。
テラ (Terra)
声 - 坪井智浩 / 英：L・ハーヴェイ・ゴールド
リヒターによって造られた泥の様な体をした生物。触れた相手の能力を吸収する事ができる。

## スタッフ
- 原作 - カルロス・トゥリージョ / カルロス・メグリア（『CYBERSIX』）
- 製作総指揮 - 加藤俊三
- 総監督 - 増田敏彦
- キャラクターデザイン - 滝口禎一
- 美術監督 - 白石誠
- 色彩設計 - 山本智子
- 編集 - 笠原義宏
- 録音監督 - 竹内孝次
- 音楽 - ロビ・フィンケル
- プロデューサー - 竹内孝次、エルベ・ベダール
- 協力 - テレコム・アニメーションフィルム
- 製作 - トムス・エンタテインメント、NOA（ネットワーク オブ アニメーション）

## 主題歌
OPテーマ "Deep In My Heart"
- 作詞 - ロバート・オリビエ（Robert Olivier） / 作曲・編曲 - ロビ・フィンケル（Robbi Finkel） / 歌 - コラル・イーガン（Coral Egan）

## 各話リスト
| 話数 | サブタイトル             | 英題                           | 放送日        | 放送日          |
| 話数 | サブタイトル             | 英題                           | カナダの旗    | 日本の旗        |
| ---- | ------------------------ | ------------------------------ | ------------- | --------------- |
| 1    | わたしはサイバーシックス | Mysterious Shadow              | 1999年 9月6日 | 2000年 10月16日 |
| 2    | 消された過去             | Data 7 & Julian                | 9月12日       | 10月23日        |
| 3    | テラ                     | Terra                          | 9月18日       | 10月30日        |
| 4    | 探偵 ヤシモト            | Yashimoto, Private Eye         | 9月19日       | 11月6日         |
| 5    | 誘拐されたロリ           | Lori Is Missing                | 9月25日       | 11月13日        |
| 6    | 恐怖を運ぶ青い鳥         | Blue Birds of Horror           | 9月26日       | 11月20日        |
| 7    | 洗脳マシン               | Brainwashed                    | 10月2日       | 11月27日        |
| 8    | 飛来したゴブリン         | Gone with the Wings            | 10月3日       | 12月4日         |
| 9    | 狼女                     | Full Moon Fascination          | 10月10日      | 12月11日        |
| 10   | 催眠目玉                 | The Eye                        | 10月9日       | 11月18日        |
| 11   | メリディアナ最大のショー | The Greatest Show in Meridiana | 10月16日      | 12月25日        |
| 12   | 見えない敵               | Daylight Devil                 | 10月17日      | 2001年 1月1日   |
| 13   | 最期の死闘               | The Final Confrontation        | 10月23日      | 1月8日          |